# Blyth Valley
Blyth Valley var ett distrikt i Northumberland i England. Distriktet har 81 265 invånare (2001).
Distriktet bildades den 1 april 1974. Det avskaffades 1 april 2009 då alla distrikt i Northumberland ersattes av en enhetskommun (unitary authority).